# Petal
Petal es una ciudad del Condado de Forrest, Misisipi, Estados Unidos. Según el censo de 2000 tenía una población de 7.579 habitantes y una densidad de población de 302.6 hab/km².

## Demografía
Según el censo de 2000, había 7.579 personas, 2.979 hogares y 2.079 familias residiendo en la localidad. La densidad de población era de 302,6 hab./km². Había 3.208 viviendas con una densidad media de 128,1 viviendas/km². El 93,93% de los habitantes eran blancos, el 4,43% afroamericanos, el 0,29% amerindios, el 0,08% asiáticos, el 0,53% de otras razas y el 0,74% pertenecía a dos o más razas. El 1,44% de la población eran hispanos o latinos de cualquier raza.
Según el censo, de los 2.979 hogares en el 34,9% había menores de 18 años, el 50,4% pertenecía a parejas casadas, el 15,2% tenía a una mujer como cabeza de familia y el 30,2% no eran familias. El 26,6% de los hogares estaba compuesto por un único individuo y el 13,0% pertenecía a alguien mayor de 65 años viviendo solo. El tamaño promedio de los hogares era de 2,52 personas y el de las familias de 3,05.
La población estaba distribuida en un 27,2% de habitantes menores de 18 años, un 9,8% entre 18 y 24 años, un 28,9% de 25 a 44, un 19,6% de 45 a 64 y un 14,6% de 65 años o mayores. La media de edad era 34 años. Por cada 100 mujeres había 87,9 hombres. Por cada 100 mujeres de 18 años o más, había 82,9 hombres.
Los ingresos medios por hogar en la localidad eran de 29.637 dólares ($) y los ingresos medios por familia eran 35.343 $. Los hombres tenían unos ingresos medios de 27.500 $ frente a los 20.741 $ para las mujeres. La renta per cápita para la ciudad era de 13.996 $. El 15,0% de la población y el 11,9% de las familias estaban por debajo del umbral de pobreza. El 19,4% de los menores de 18 años y el 13,8% de los habitantes de 65 años o más vivían por debajo del umbral de pobreza.

## Geografía
Según la Oficina del Censo de los Estados Unidos, Petal tiene un área total de 25,1 km² de los cuales 25,0 km² corresponden a tierra firme y 0,1 km² a agua. El porcentaje total de superficie con agua es 0,21%.